# Alien vs. Predator (jogo eletrônico para Atari Jaguar)
Alien vs Predator é um jogo eletrônico de tiro em primeira pessoa, desenvolvido pela Rebellion Software e publicado pela Atari Corporation para o console Atari Jaguar em 1994. Baseado na franquia Alien vs. Predator, o jogo permite ao jogador controlar três personagens diferentes: Alien, Predator ou o humano Private Lance Lewis da Colonial Marines.

## O jogo
O jogo é do gênero tiro em 1ª pessoa, com ambientes tridimensionais. Cada jogador possuiu seu próprio cenário, armas e habilidades.
Quando o jogador utiliza o Alien', o objetivo é resgatar a rainha Alien' que foi capturada e está presa na nave do Predator. O jogador deve confrontar inúmeros Marines e Predators através de diversos subníveis na nave espacial visando resgatar a rainha Alien. O Alien é incapaz curar-se da danos mas pode infectar Marines com seu ovo (que originará o Alien  guerreiro); e se o Alien morrer, um Marine infectado  por um ovo Alien será o novo Alien, permitindo ao jogador continuar o jogo. O Alien é também incapaz  de utilizar elevadores, ao invés disso pode utilizar dutos de ar para alcançar diferentes locais na nave.
Como Predator, o objetivo do jogador é localizar e destruir a rainha Alien. O Predator utiliza elevadores para alcançar diferentes níveis da nave, é também apto a carregar medical kits que ele pode mesmo pode utilizar para curar-se e recuperar energia, e possui ainda um dispositivo para tornar-se invisível. Quando o jogador utiliza o Predator, o sistema de armas e pontos  é baseado em como o jogador escolhe matar os inimigos. Matar um inimigo quando está invisível resulta em menos pontos, o que pode fazer o jogador perder as armas que está equipado. Destruir um inimigo quando está visível, ao contrário, resulta em mais pontos que por sua vez permitem acessar novas armas.
Quando o jogador controla Private Lewis, o objetivo é escapar da base militar que foi invadida por Aliens e Predators. No início do jogo, Lewis está no calabouço da base e não possui armas, sensor de movimento ou apuramento de segurança. O jogador deve localizar armas e cartões de segurança na ordem correta para defender-se de inimigos e acessar novos níveis da base, ativar o mecanismo de autodestruição da base e escapar em uma pequena nave. Lewis pode utilizar kits médicos para curar-se e recuperar energia mas não pode carregá-los e deve utilizá-los imediatamente. As armas disponíveis incluem shotgun, Pulse-Rifle, lança-chamas e a Smart Gun. Como Lewis o jogador pode utilizar dutos de ar e elevadores para acessar os diferentes níveis da base.

## Recepção no mercado
A maioria dos reviews do jogo foi favorável, com comentários destacando a pesada atmosfera, diversidade de modos de jogos através dos diferentes tipos de personagens e a maior dependência de estratégia em relação aos jogos padrão de tiro em 1ª pessoa.